# Серебряков, Иван Иванович
Ива́н Ива́нович Серебряко́в (28 января 1895, д. Ершово, Новгородская губерния, Российская империя — 4 января 1957, Москва, СССР) — советский военачальник, полковник (1939).

## Биография
Родился 28 января 1895 года в деревне Ершово, ныне в Шекснинском районе, Вологодская область. Русский. До службы в армии с сентября 1911 по май 1915 года учился в Череповецкой учительской семинарии.

### Военная служба

#### Первая мировая война и революция
В мае 1915 года поступил на военную службу и был зачислен рядовым в 176-й пехотный запасной полк в город Красное Село. С января 1916 года — юнкер 1-й Петергофской школы прапорщиков. После завершения обучения 20 мая был произведён в прапорщики и назначен взводным офицером в 133-й пехотный запасной полк в город Самара. В марте 1917 года направлен на Юго-Западный фронт, где воевал младшим офицером и командиром полуроты в 30-м и 4-м Туркестанских стрелковых полках. После Октябрьской революции 1917 года демобилизован, вернулся на родину. С сентября 1918 года работал сельским учителем в селе Веретня Череповецкого уезда.

#### Гражданская война
В марте 1919 года Серебряков был мобилизован в РККА и направлен в город Вятка в распоряжение штаба 3-й армии, где был назначен командиром взвода в 61-й стрелковый Рыбинский полк Особой бригады. Позже полк вошёл в 51-ю стрелковую дивизию и был переименован в 456-й стрелковый Рыбинский полк. В составе этого полка в должностях помощника командира и командира роты воевал на Восточном фронте: прошёл с боями от Тобольска до Тюмени, участвовал в Петропавловской операции, а также под Тюкалинском и Тару. В июле 1920 года дивизия была переброшена на Юго-Западный фронт, где сражалась на Каховском плацдарме, а в октябре — ноябре участвовала в наступлении в Северной Таврии и в Перекопско-Чонгарской операции. После разгрома войск генерала П. Н. Врангеля её части вели борьбу с вооружёнными формированиями Н. И. Махно в районе Симферополь — Саки, затем охраняли границу с Румынией. С апреля 1921 по март 1922 года Серебряков с полком принимал участие в борьбе с бандитизмом в Одесской области.

#### Межвоенные годы
После войны 456-й стрелковый Рыбинский полк был переименован в 152-й Рогожско-Симоновский, а Серебряков служил в нём командиром взвода, помощником командира и командиром роты. В январе 1924 года переведён помощником командира батальона в 153-й стрелковый полк. В марте вернулся в 152-й стрелковый полки командовал в нём ротой и батальоном. В июле назначен в 283-й стрелковый полк 95-й стрелковой дивизии УВО, где проходил службу пом. командира батальона, командиром роты и начальником полковой школы. С декабря 1926 по сентябрь 1927 года был начальником полковой школы в 285-м стрелковом полку. Затем вернулся в 283-й стрелковый полк и занимал должности пом. начальника штаба полка, командира батальона и начальника штаба полка, в течение 7 месяцев временно командовал полком. 
С ноября 1937 по август 1938 года проходил подготовку на курсах «Выстрел». По окончании обучения направлен старшим помощника начальника 1-го отдела Управления боевой подготовки РККА. С февраля 1939 года исполнял должность заместителя начальника этого отдела. Член ВКП(б) с 1939 года. 

#### Великая Отечественная война
С началом войны полковник Серебряков в июле был назначен начальником штаба 316-й стрелковой дивизии, формировавшейся в городе Алма-Ата. В конце августа дивизия была передислоцирована на Северо-Западный фронт, включена в состав 52-й армии и вела бои юго-восточнее города Малая Вишера. С 5 по 10 октября она передислоцирована в район Волоколамска, где в составе 16-й армии участвовала в битве под Москвой. За героизм и мужество в этих боях дивизия была награждена орденом Красного Знамени (17.11.1941), преобразована в 8-ю гвардейскую (18.11.1941), а 23.11.1941 ей было присвоено имя погибшего командира дивизии — генерал-майора И. В. Панфилова. 

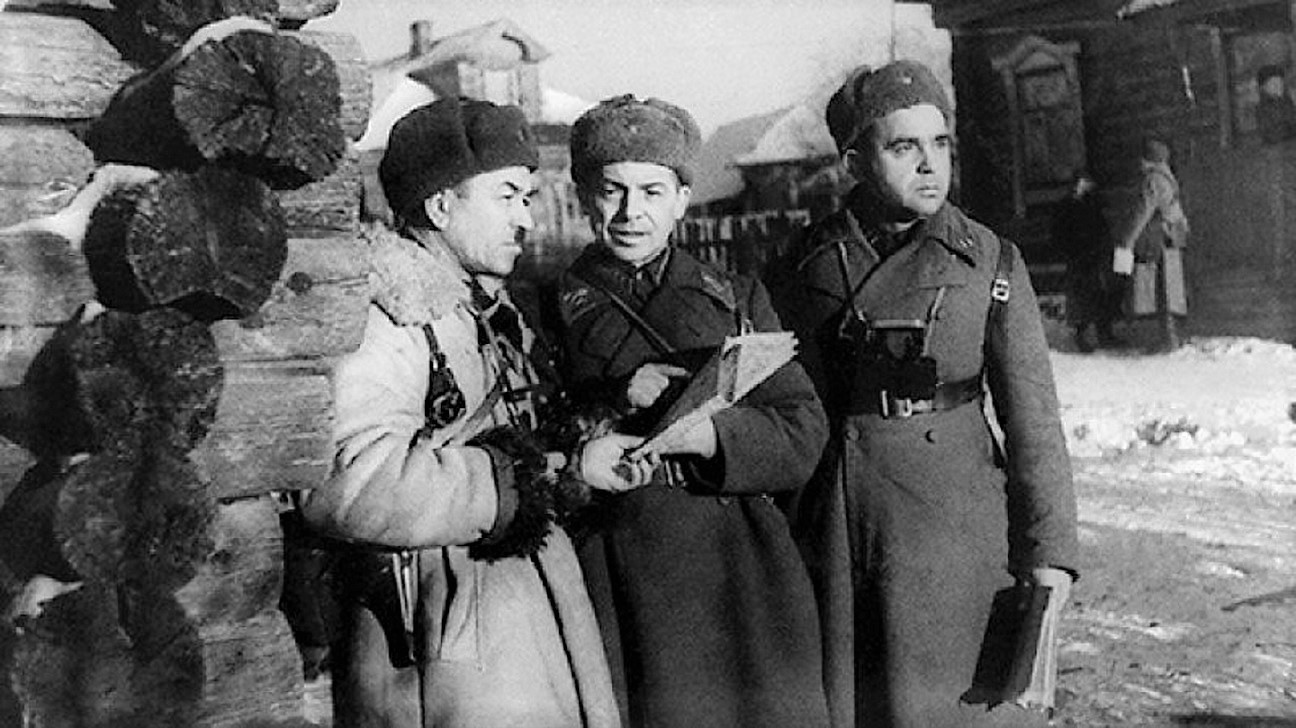
Командир 8-й гвардейской стрелковой дивизии генерал-майор И. В. Панфилов (слева), начальник штаба дивизии полковник И. И. Серебряков (в центре) и военком дивизии старший батальонный комиссар С. А. Егоров на рекогносцировке в деревне Гусенёво. Последний снимок генерала Ивана Панфилова. 18.11.1941. Фото. М. Калашникова

Дивизия принимала деятельное участие в уничтожении собственных населённых пунктов на территории Московской области, в течение 11 дней было разрушено 62 деревни. В числе авторов приказов и отчётных документов по этим мероприятиям присутствует и Серебряков.
С 8 декабря части дивизии принимали участие в Клинско-Солнечногорской наступательной операции. После овладения опорными пунктами Крюково и Каменка дивизия выведена в резерв Ставки ВГК. В конце декабря — начале января она убыла на Северо-Западный фронт. В составе 2-го гвардейского стрелкового корпуса 3-й ударной армии Северо-Западного и Калининского фронтов её части вели бои против демянской группировки противника. Указом ПВС СССР от 16 марта 1942 года за эти бои она была награждена орденом Ленина. 4 апреля полковник Серебряков вступил в командование этой дивизией. С июня её части оборонялись на восточном берегу реки Ловать на рубеже Мильково, Метня, Снигирево. 
С октября 1942 года Серебряков исполнял должность заместителя начальника штаба — начальника оперативного отдела штаба 3-й ударной армии Калининского фронта. Участвовал с ней в Великолукской наступательной операции. 6 марта 1943 года он переведён начальником отдела боевой подготовки штаба 4-й ударной армии. В этой должности принимал участие в Невельской наступательной операции. Со 2 декабря Серебряков принял командование 381-й стрелковой дивизией и участвовал с ней в Городокской наступательной операции, затем в наступлении на витебском направлении. 12 февраля 1944 года дивизия была переброшена западнее города Невель и с 27 февраля вела наступление на Идрицу. В начале марте, войдя в состав 6-й гвардейской армии, оборонялась на рубеже Дрожжино —Тельны. 18 марта полковник Серебряков переведён начальником отдела боевой подготовки 4-й ударной армии. 16 апреля под деревней Дретунь (ныне Полоцкий район, Витебская область) он был тяжело ранен и госпитализирован. По выздоровлении 18 сентября 1944 года направлен старшим инспектором 1-го отдела Управления инспектирования и боевой подготовки запасных и учебных стрелковых частей Главного управления формирования и укомплектования Красной армии.

#### Послевоенное время
С декабря 1945 года занимал должность инспектора Инспекции пехоты Красной армии при НКО СССР. С января 1946 года Серебряков — старший инспектор этой же Инспекции, с 18 июня — инспектор Инспекции стрелковых войск Главной инспекции Сухопутных войск, с января 1947 года — старший офицер Организационно-планового отдела Главной инспекции ВС СССР. С апреля по июль 1950 года состоял в распоряжении ГУК, затем был назначен инспектором воздушно-десантных войск Главной инспекции Советской армии. 10 февраля 1953 года гвардии полковник Серебряков уволен в запас.
Скончался в 1957 году, похоронен на 22-м участке Ваганьковского кладбища в Москве.

## Награды
- орден Ленина (21.02.1945)[6][7]
- четыре ордена Красного Знамени (03.11.1941[8], 19.05.1944[9], 03.11.1944[10][7], 20.06.1949[7])
- орден Отечественной войны I степени (18.10.1943)[11]
- орден Красной Звезды (1940)[9]
  - медали в том числе:
  - «XX лет Рабоче-Крестьянской Красной Армии» (1938)[9]
  - «За оборону Москвы» (1944)
  - «За победу над Германией в Великой Отечественной войне 1941—1945 гг.» (1945)
  - «За победу над Японией» (1945)